# Fenouillèdes
Fenouillèdes (occitansk: Fenolhedés/Fenolheda, catalansk: Fenolledès/Fenolheda) er et historisk landskab i departementet Pyrénées-Orientales i det sydlige Frankrig. Fenouillédes grænser op til landskaberne Roussillon og Conflent og mod nord til departementet Aude.
Fenouillèdes ligger mellem Pyrenæerne og Corbières omkring den øvre del af Agly-dalen.
De vigtigste byer er Saint-Paul-de-Fenouillet, Latour-de-France og Maury. I alt er der 28 kommuner og en samlet befolkning på 7.234 (2006).
Kulturelt hører Fenouillèdes til det occitanske område. Indtil 1790 var det en del af provinsen Languedoc, men herefter blev det en del af det nye departement Pyrénées-Orientales, som derudover omfattede de gamle catalanske områder Roussillon, Conflent, Vallespir og Capcir.
- Agly-dalen ved Ansignan.
- Lac de Caramany
- Força Réal